# 北海道道1038号直別共栄線

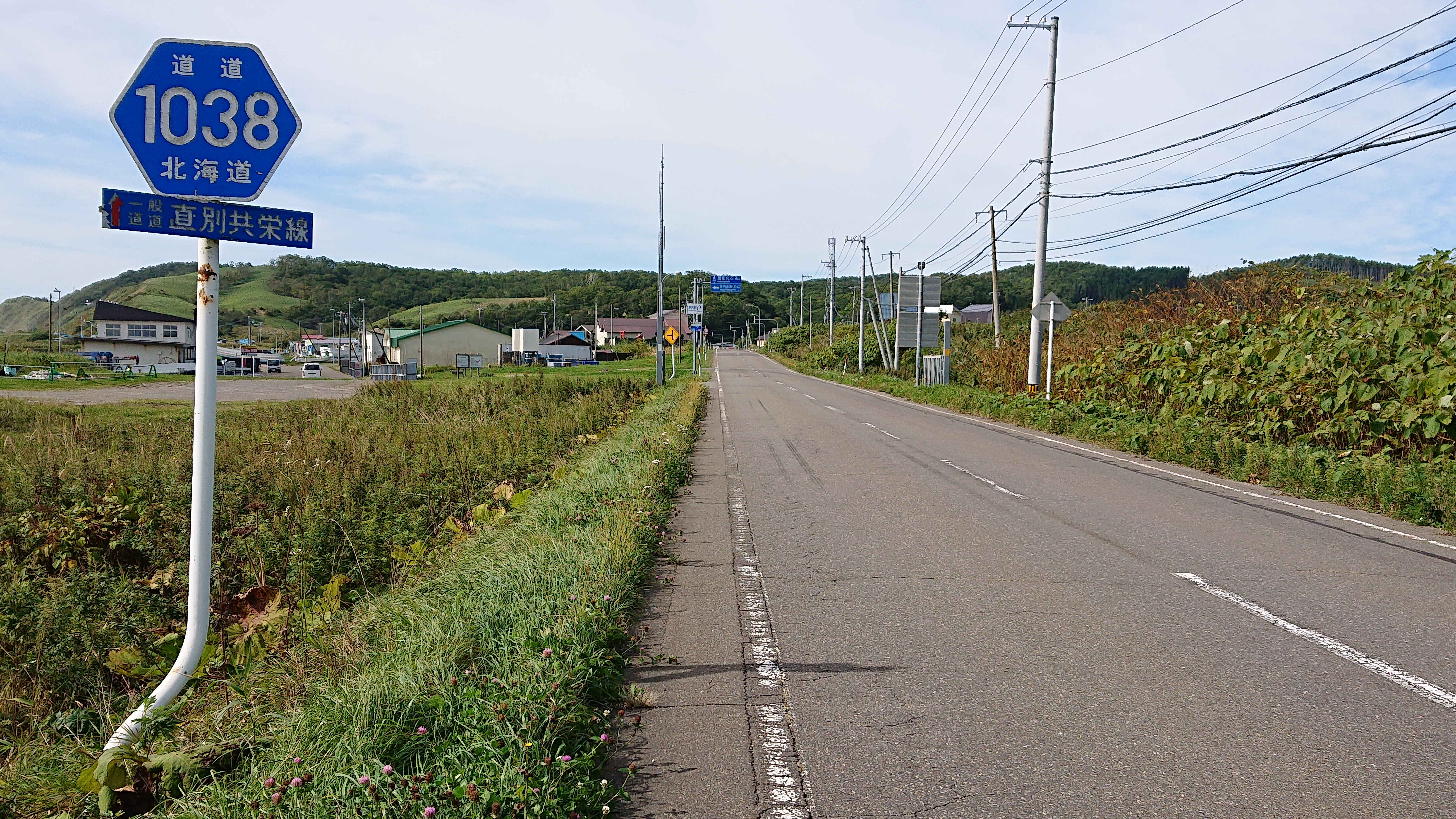
北海道道1038号直別共栄線

北海道道1038号直別共栄線（ほっかいどうどう1038ごう ちょくべつきょうえいせん）は、北海道十勝郡浦幌町内を結ぶ一般道道（北海道道）である。

## 概要
- 1952年（昭和27年）から1960年（昭和40年）までは国道38号の一部であった。
- 起点から浦幌町昆布刈石（こぶかりいし）付近までは太平洋に沿って進み、山あいに入って霧止峠を越える。

### 路線データ
- 起点：北海道十勝郡浦幌町直別（国道38号・国道336号交点）
- 終点：北海道十勝郡浦幌町共栄（国道38号交点）
- 総延長：30.1km

## 歴史
- 1983年（昭和58年）3月31日 - 路線認定[1]。
- 2008年（平成20年）2月21日 - 新しい厚内トンネル開通。
- 2017年（平成29年）2月20日 - 厚内でルート変更。

## 路線状況

### 主なトンネル
- 厚内トンネル(218.8m)

## 地理

### 通過する自治体
- 十勝総合振興局
  - 十勝郡浦幌町

### 交差する道路
浦幌町
- 国道38号 - 直別（起点）、共栄（終点）
- 国道336号 - 直別（起点）、昆布刈石